# このみひかる
このみ ひかる（1928年2月2日 - 2012年、木乃美光、本名 君野和司）は、日本の児童文学作家、絵本作家、クイズ作家、漫画家。東京都出身。なぞなぞ漫画の第一人者であり、代表作の『ぴょこたん』シリーズは650万部を超えるベストセラーである。デビューからしばらくは木乃美光名義でも活動していた。本所商業学校卒業。生前は日本漫画家協会に所属。

## 略歴
東京都荒川区南千住生まれ、育ち。実家は活魚専門店。気っ風のよい母親が洒落や語呂合わせを多用していたことと、近所のご隠居がなぞなぞ大好きだったため、小さい頃からなぞなぞが身についた。また小さい頃から雑誌漫画の模写を重ね、漫画家になるのが目標だった。
戦争で店は廃業し、夜間商業高校を出た後は転々としながらも漫画の勉強を続けた。
1947年、19歳の時、小学館に飛び込みで売り込んで漫画家デビューを果たす。ペンネームは、本名の君野をもじって付けている。少年誌や学年別の学習雑誌へギャグやクイズ、パロディ物を描き続けた。古本ライターの岡崎武志は、なぞなぞの挿絵については峰たろうとこのみひかるがほとんど両輪であり、昭和の少年文化で果たした役割は重要だと述べている。
テレビ放送発足と同時にクイズ番組の企画に参加し、出演もしたが、虫垂炎をこじらせて腹膜炎を起こしたため、1977年にテレビとは縁を切った。
1977年9月、あかね書房より『なぞなぞあそび1  おはようぴょこたん』を発行。2005年時点で170刷、146万部を記録するロングセラーとなり、ぴょこたんシリーズは2013年以降も新刊が発行された。
木乃美光名義も含め、なぞなぞやクイズを中心に出版した児童書は200冊以上になるが、中学生以上を対象とした『なぞなぞ下町少年記』（筑摩書房、1985年）や『なぞなぞパワーのヒミツ』（大日本図書、2003年）等の著書もある。
まんがプロダクション「このみプランニング」（前名スタジオK）を設立し、多くの新人を育てた。このみプランニング名義の著書もある。

## 作品
★は木乃美光名義、☆は木乃美光とスタジオK名義。
- クイズ教室（秋田書店 ぼくらの入門百科 ,1967） ★
- 続･クイズ教室（秋田書店 ぼくらの入門百科 ,1967） ★
- なぞッとパッ子（小学館 小学三年生,1967 ,4月号・5月号・7月号・11月号付録、小学館、山根赤鬼作画[12]）[13][14][15][16]
- 学習漫画こちらアポロ（集英社 ,1969） ☆
- なぞなぞ博士（黒崎出版 カラー版入門百科 ,1969） ★
- クイズ・パズル教室（黒崎出版 カラー版入門百科 ,1969） ★
- クイズ探偵局（黒崎出版 カラー版入門百科 ,1969） ★
- ゲーム百科（秋田書店 カラー版ジュニア入門百科4 ,1969） ☆
- クイズなんでも百科（秋田書店 ,1969） ★
- パンパカ学園 全2巻（田淵秀明構成,しのだひでお, 峯たろう 絵）（講談社 マガジンコミックス ,1969） ★
- ぴょこたんのしゃぼんだまあいうえお（岩田くみこ絵）（教育画劇 なぞなぞだいすき ,1970）
- なぞなぞなあに（西ノ内多恵絵）（童心社 よいこの十二か月 ,1970） ★
- クイズNo.1（秋田書店 カラー版ジュニア入門百科ゴールド版7 ,1972） ★
- インスタント奇術（秋田書店 カラー版ジュニア入門百科ゴールド版18 ,1972） ★
- クイズ・チャンピオン（秋田書店 カラー版ジュニア入門百科ゴールド版21 ,1972） ★
- めいろあそび（高橋タクミ絵）（晃文出版 このみひかるのあそび絵本1 ,1974） ★
- クイズあそび（かわさきてつお絵）（晃文出版 このみひかるのあそび絵本4 ,1974） ★
- てじなあそび（キヨノサチコ絵）（晃文出版 このみひかるのあそび絵本5 ,1974） ★
- なぞなぞふうせんうりのねこ（金の星社 なぞなぞおじさんのなぞなぞピクチャーブックス1 ,1974） ★
- なぞなぞてんぐどうじょう（金の星社 なぞなぞおじさんのなぞなぞピクチャーブックス2 ,1974） ★
- なぞなぞはまたあした（金の星社 なぞなぞおじさんのなぞなぞピクチャーブックス3 ,1974） ★
- 科学なんでもクイズ（秋田書店 ものしりコース1 ,1974） ★
- 社会なんでもクイズ（秋田書店 ものしりコース2 ,1974） ★
- 理科なんでもクイズ（秋田書店 ものしりコース3 ,1974） ★
- ざ・くいず・クイズ（金の星社 ,1976）
- ぴょこたんシリーズ（あかね書房 ,1977-2011）
- クイズジョッキー（集英社 モンキー文庫 ,1977）
- あかちゃんあそぼう 全5冊（ひかりのくに ,1977）
- もじをおぼえるたのしいなぞなぞ（北本善一絵）（講談社 ,1978）
- なぞなぞクイズことわざブック（重金碩之共著）（集英社 モンキー文庫 ,1978）
- クイズで1・2あいうえお（堀正芳絵）（偕成社 ,1978） ★
- とんちの三休ちゃん（きたもとよしかず絵）（講談社 ,1979）
- 漢字をおぼえるたのしいなぞなぞ（島田耕志絵）（講談社 ,1979）
- カタカナをおぼえるたのしいなぞなぞ（北本善一絵）（講談社 ,1979）
- かずをおぼえるたのしいなぞなぞ（堀正芳絵）（講談社 ,1979）
- ピートットのなぞなぞひろば（サンリオ ,1980）
- 名たんていピカット（ポプラ社 こどもおもしろ館 ,1980）
- キティのなぞなぞランド（サンリオ ,1981）
- あそびのおもちゃばこ（サンリオ ,1981）
- なぞなぞおばけパッポ（サンリオ ,1981）
- キティのなぞなぞ（サンリオ ,1981）
- なぞなぞのくに リリンとあそぼう!（きたもとよしかず絵）（集英社カラーランド ,1982）
- やさしいなぞなぞ（すずき出版 ひまわり文庫21 ,1982）
- キティのなぞなぞワールド（サンリオ ,1983）
- すごろくめいろ（サンリオ ,1983）
- ゴロ・ピカ・ドンのチャレンジめいろ（サンリオ ,1983）
- おつむてんてん（童公佳絵）（ひかりのくに あかちゃんあそぼう1 ,1983） ★
- いないいないばあ（若井丈児絵）（ひかりのくに あかちゃんあそぼう2 ,1983） ★
- おててぱんぱん（島田耕志絵）（ひかりのくに あかちゃんあそぼう3 ,1983） ★
- おちょうだい（童公佳絵）（ひかりのくに あかちゃんあそぼう4 ,1983） ★
- おもしろ学習クイズ 1年生（筒井和歌子絵）（ポプラ社 ,1984）
- おもしろ学習クイズ 2年生（堀芳子絵）（ポプラ社 ,1984）
- おもしろ学習クイズ 3年生（大竹豊絵）（ポプラ社 ,1984）
- クイズびっくりばこ（ポプラ社 こどもおもしろ館8 ,1984）
- ぼうけんトンネル迷路（偕成社 ,1984）
- ちえあそび（集英社 母と子の幼稚園知育百科学習コース12 ,1984）
- なぞなぞランド クイズ・パズル（田中幹也まんが）（集英社 こども学習まんが ,1984）
- なぞなぞマンガ絵事典 1-3（岩田くみ子ほか絵）（偕成社 ,1985）
- めいろであいうえお（いわたくみこ絵）（ポプラ社 あそびのえほん ,1985）
- なぞなぞどうぶつえん（きたもとよしかず絵）（ポプラ社 あそびのえほん ,1985）
- なぞなぞパズル もじのれんしゅう（つついわかこ絵）（ポプラ社 あそびのえほん ,1985）
- びっくりめいろ（つついわかこ絵）（ポプラ社 あそびのえほん ,1985）
- なぞなぞレストラン（おおたけゆたか絵）（ポプラ社 あそびのえほん ,1985）
- なぞなぞびっくりばこ（おおたけゆたか絵）（ポプラ社 あそびのえほん ,1985）
- あそんで学習クイズ幼稚園（集英社 ,1985）
- あそんで学習クイズ小学校（集英社 ,1985）
- キティのなぞなぞできるかな（サンリオ ,1985）
- ゴロ・ピカ・ドンのなぞなぞどんどんパズル（サンリオ ,1985）
- なぞなぞトンネル迷路（岩田くみ子絵）（偕成社 ,1986）
- 宝さがしトンネル迷路（筒井和歌子絵）（偕成社 ,1986）
- ゲームトンネル迷路（北本善一絵）（偕成社 ,1986）
- 怪盗Xトンネル（大竹豊絵）（偕成社 ,1986）
- 占いトンネル迷路（黒子光子絵）（偕成社 ,1986）
- ぼうけんトンネル迷路（偕成社 ,1986）
- 暗号トンネル迷路（筒井和歌子絵）（偕成社 ,1987）
- 恐竜トンネル迷路（伊東章夫絵）（偕成社 ,1987）
- ドライブトンネル迷路（大竹豊絵）（偕成社 ,1987）
- 妖怪トンネル迷路（岩田くみこ絵）（偕成社 ,1987）
- おやおやなぞなぞ（サンリオあそび絵本 ,1987）
- キティのパノラマめいろ（筒井和歌子、いわたくみこイラスト）（サンリオ ,1987）
- なぞなぞだいぼうけん（大竹豊画）（教育画劇 かみしばいなぞなぞだいすき ,1988）
- なぞなぞたんていニャンタロー（岩田くみ子画）（教育画劇 かみしばいなぞなぞだいすき ,1988）
- しりとりあそび（岩田くみ子画）（教育画劇 みんなもいっしょにね ,1988）
- おもしろことばブックス コミック版全2冊（大竹豊絵）（偕成社 ,1988）
- ぽこぽんのなぞなぞ120（サンリオ ,1988）
- ちえあそび（集英社 母と子の幼稚園知育百科 ,1988）
- 欲しがらないで生きてきた（光文社 カッパ・ホームス ,1988） ★
- めいろ大全集（甲谷勝共著）（サンリオ あそびランド ,1989）
- めいろ大冒険（甲谷勝共著）（サンリオ あそびランド ,1989）
- めいろ王国（サンリオ あそびランド ,1989）
- クイズ大はかせ（サンリオ あそびランド ,1989）
- なぞなぞおばけピッチ（岩田くみ子画）（教育画劇 ,1989）
- なぞなぞ大全集（サンリオ百科シリーズ ,1989）
- ドロドロ話なぞばなし1（昔話の巻）（岩田くみ子絵）（偕成社 ,1989）
- ドロドロ話なぞばなし1（イマい話の巻）（岩田くみ子絵）（偕成社 ,1989）
- なぞなぞ下町少年記（筑摩書房 ちくまプリマーブックス ,1989）
- ゴロまるのまちがいさがし危機いっぱつ（山田えいし絵）（講談社 ,1989）
- ゴロまるのめいろでアドベンチャー（山田えいし絵）（講談社 ,1989）
- ゴロまるのクイズ（山田えいし絵）（講談社 ,1989）
- ゴロまるのめいろ（山田えいし絵）（講談社 ,1989）
- ゴロまるのなぞなぞ（山田えいし絵）（講談社 ,1989）
- なぞなぞ忍者めいろ（国土社 とこトンはてなブック1 ,1988）
- なぞなぞ忍者めいろ塾（国土社 とこトンはてなブック2 ,1988）
- なぞなぞめいろチャンネル（国土社 とこトンはてなブック3 ,1988）
- なぞなぞめいろ宇宙忍者（国土社 とこトンはてなブック4 ,1989)
- とこトン・シャンとん探偵局（国土社 とこトンはてなブック5 ,1989)
- とこトン・シャンとんゲーム探偵めいろ（国土社 とこトンはてなブック6 ,1989)
- とこトンシャンとん なぞなぞ＆めいろABC―かせっとえいごえほん（国土社 ,1989）
- とこトンシャンとん なぞなぞ&めいろ九九れんしゅう―かせっと九九えほん（国土社 ,1989）
- とこトン・シャンとん危し探偵局!（国土社 とこトンはてなブック7 ,1990）
- とこトン・シャンとん愛ラブ冒険めいろ -R・P・Gぽい（国土社 とこトンはてなブック8 ,1990）
- とこ・シャンのそらでたドッキリモンスター（国土社 とこトンはてなブック9 ,1990）
- とこ・シャンの忍者だ!!びっくらバケバケめいろ!（国土社 とこトンはてなブック10 ,1990）
- とこ・シャンのサンタクロースだ! えさがしだ!!（国土社 とこトンはてなブック11 ,1990）
- とこ・シャンのゲームだ!!たのしいクリスマス（国土社 とこトンはてなブック12 ,1990）
- ドロドロ話なぞばなし3  凍ルどミステリーの巻（岩田くみ子絵（偕成社 ,1990）
- なぞなぞおもしろ事典（君野和摩構成）（国土社 てのり文庫 ,1990）
- びっくり12か月 まちがいさがし（国土社 どでかえほんシリーズ1 ,1990）
- めいろの王さま（甲谷勝共著）（サンリオあそびランド ,1990）
- ワイワイなぞなぞクイズ（講談社KK文庫 ,1990）
- なぞなぞトンネル迷路（偕成社 ,1990）
- なぞなぞたんていニャンタロー（岩田くみ子画）（教育画劇 かみしばい・なぞなぞだいすき ,1990）
- なぞなぞだいぼうけん（大竹豊画）（教育画劇 かみしばい・なぞなぞだいすき ,1990）
- とこトン・シャンとん ふしぎな国の大サーカス（国土社 とこトンはてなブック13 ,1991）
- みんなでなぞなぞ とんぼう・ちりりん（ひかりのくに わあくわくブック1 ,1991）
- ぼうけんめいろ とんぼう・ちりりん（ひかりのくに わあくわくブック2 ,1991）
- びっくりまちがいさがし とんぼう・ちりりん（ひかりのくに わあくわくブック3 ,1991）
- めいろがいっぱい とんぼう・ちりりん（ひかりのくに わあくわくブック4 ,1991）
- まんが・なぞなぞクイズ学校（講談社KK文庫 ,1991）
- サンタトンネル迷路（山田えいし絵）（偕成社 ,1991）
- バースデートンネル迷路（筒井和歌子絵）（偕成社 ,1991）
- みんなでえさがしゲーム とんぼう・ちりりん（ひかりのくに わあくわくブック5 ,1992）
- なぞなぞ だいぼうけん（大竹豊画）（教育画劇かみしばい なぞなぞだいすき ,1992）
- おつむてんてん（童きみか絵）（ひかりのくに あかちゃんあそぼう1 ,1992）
- おててぱんぱん（島田コージ絵）（ひかりのくに あかちゃんあそぼう2 ,1992）
- いただきまあす（童きみか絵）（ひかりのくに あかちゃんあそぼう3 ,1992）
- ゲームでおぼえる1年生のかん字（いわたくみこ絵）（ポプラ社 ゲームでおぼえる漢字の本2 ,1992）
- ゲームでおぼえる2年生のかん字（つついわかこ絵）（ポプラ社 ゲームでおぼえる漢字の本2 ,1992）
- ゲームでおぼえる3年生のかん字（大竹豊絵）（ポプラ社 ゲームでおぼえる漢字の本3 ,1992）
- がんばれ地球くん（岩田くみこ絵）（いんなあとりっぷ社 エコロジーめいろ1 ,1992）
- なぞなぞランド（サンリオギフトブック ,1992）
- なぞなぞトンネル迷路（岩田くみ子絵）（偕成社 ,1992）
- 教科書に出てくる42人（山田えいし絵）（国土社 しゃれた学習歴史まんが1 ,1992）
- めいろゲーム めいろ編（サンリオ ピンクパンサー・ゲームブック ,1992）
- けろけろけろっぴの大めいろ たからさがしアドベンチャー（サンリオジャンボブック ,1992）
- けろけろけろっぴの大めいろ ぼうけんタイムマシン（サンリオジャンボブック ,1992）
- 水の妖精ぽちゃりの大ぼうけん（筒井和歌子絵）（いんなあとりっぷ社 エコロジーめいろ2 ,1993）
- もんたのたんけん生きている森（山田えいし絵）（いんなあとりっぷ社 エコロジーめいろ3 ,1993）
- わく!わく!めいろ（集英社  エルエルワンダーシリーズ ,1993）
- わい!わい!えさがし（集英社  エルエルワンダーシリーズ ,1993）
- どき!どき!まちがいさがし（集英社  エルエルワンダーシリーズ ,1993）
- すーぱークイズ三国志（山田えいし絵）（講談社KK文庫 ,1993）
- クイズ大はかせ（サンリオあそびランド ,1993）
- めいろ大集合（サンリオあそびランド ,1993）
- めいろの王さま（サンリオあそびランド ,1993）
- しつけができる迷路・なぞなぞあそび（主婦と生活社 ,1994）
- 「なぞなぞ」遊びでのびのび子育て 母と子の”ふれあい”講座（PHP研究所 ,1994）
- ぽこぽんのなぞなぞ120（サンリオギフトブック ,1994）
- 宝さがし大ぼうけんすーぱーロングめいろ（集英社 エルエルワンダーシリーズスペシャル ,1995）
- めいろでゴー!ゴー! （実業之日本社 ,1995）
- ぜんぶまちがいさがし（筒井和歌子絵）（講談社KK文庫 ,1994）
- ぜんぶまちがいさがし2（岩田くみこ絵）（講談社KK文庫 ,1995）
- ぜんぶまちがいさがし3（大竹豊絵）（講談社KK文庫 ,1995）
- いたずらカアたん（PHP研究所 びっくりなぞなぞ絵本 ,1995）
- ゲーム大作戦（サンリオあそびランド ,1995）
- すーぱーロングめいろ 宝さがし大ぼうけん（集英社 ,1995）
- うき!うき!ゲームらんど（集英社 エルエルワンダーシリーズ ,1995）
- クッキングめいろ NHKテレビひとりでできるもん!（実業之日本社 ,1995）
- からすのカアたん（PHP研究所 びっくりなぞなぞ絵本 ,1995）
- まちがいさがしようちえん（ポプラ社 ともだちにはないしょだよ50 ,1995）
- おばけのウンチィくんでた～っ（ポプラ社の新・小さな童話124 ,1995）
- おばけのウンチィくんきた～っ（ポプラ社の新・小さな童話132 ,1995）
- おばけのウンチィくんおならがプ! （ポプラ社の新・小さな童話137 ,1996）
- 超めいろ王 全3冊（ポプラ社 ポケットビュンビュンゲームブック ,1996）
- 九九パーフェクトゲームブック 1（2のだん・3のだん）（モピートさんさん え）（大日本図書 ,1996）
- 九九パーフェクトゲームブック 2（4のだん・5のだん）（モピートさんさん え）（大日本図書 ,1996）
- 九九パーフェクトゲームブック 3（6のだん・7のだん）（モピートさんさん え）（大日本図書 ,1996）
- 九九パーフェクトゲームブック 4（8のだん・9のだん）（モピートさんさん え）（大日本図書 ,1996）
- 九九パーフェクトゲームブック 5（これでパーフェクト）（モピートさんさん え）（大日本図書 ,1996）
- おばけのまちがいさがし（田中克己絵）（ポプラ社 ともだちにはないしょだよ56 ,1996）
- まちがいさがし1年生（田中克己絵）（ポプラ社 ともだちにはないしょだよ57 ,1996）
- パパの内ポケット 子どもと楽しく遊べる本（チャイルド本社 ,1996）
- まんがなぞなぞ1・2年生（ナツメ社 ,1996）
- A・B・C : めいろなぞなぞまちがいさがし（岩田くみ子絵）（鈴木出版 ゲームでがくしゅう ,1997）
- おえかきあそび（ポプラ社 おえかきだいすき2 ,1997）
- まちがいさがし2年生（やなぎみゆき絵）（ポプラ社 ともだちにはないしょだよ58 ,1997）
- おえかきだいすきシリーズ（ポプラ社 ,1997-1998）
- このみひかるのまちがいさがしシリーズ（大宮ゆう絵）（金の星社 ,1997）
- なぞなぞあそび（鈴木出版 しらべ学習に役立つたのしいあそび・アイデア集4 ,1997）
- 1・2・3  めいろまちがいさがし（田中カツミ）（鈴木出版 ゲームでがくしゅう ,1997）
- あいうえお めいろなぞなぞまちがいさがし（柳みゆき絵）（鈴木出版 ゲームでがくしゅう ,1997）
- まちがいさがし ことわざボックス（モピートさんさん絵）（偕成社 ,1997）
- ふしぎなぞなぞ めいしん・占い・おまじないボックス（モピートさんさん絵）（偕成社 ,1997）
- おばけだいすき! まちがいさがし（柳みゆき絵）（PHP研究所 ,1997）
- さがしてみようかくしえめいろ（田中カツミ絵）（小学館 めいろえほん1 ,1998）
- パクパクおいしいたべものめいろ（さんさん絵）（小学館 めいろえほん2 ,1998）
- 2かいあそぼうめいろでめいろ（いけだたかし絵）（小学館 めいろえほん3 ,1998）
- 漢字くん めいろなぞなぞまちがいさがし（田中カツミ絵）（鈴木出版 ゲームでがくしゅう ,1998）
- カキクケコ めいろなぞなぞまちがいさがし（カサハラテツロー絵）（鈴木出版 ゲームでがくしゅう ,1998）
- トオルとマナの3Dりったいめいろ（いけだたかし絵）（成美堂出版 ,1998）
- ユウジとミルルンのウルトラまちがいさがし（田中カツミ絵）（成美堂出版 ,1998）
- あそんでおぼえるあいうえお（さんさん絵）（小学館 ,2000）
- あそんでおぼえるすうじ（いけだたかし絵）（小学館 ,2000）
- なぞなぞ大問題ベスト1000!!（小峰書店 ,2001）
- なぞなぞ魔王の大迷宮1500発!（成美堂出版 ,2001）
- なぞなぞ大王様1500発!（成美堂出版 ,2001）
- なかよし「なぞなぞ」777連発（PHP研究所 ,2002）
- なぞなぞパワーのヒミツ きみの知らないなぞなぞの歴史（大日本図書 ノンフィクション・ワールド ,2003）
- ちょっとした痴呆防止のためのなぞなぞゲーム集（ひかりのくに 高齢者ふれあいレクリエーションブック3 ,2003）
- 百人一首ぬりえブック（ひかりのくに 高齢者ふれあいレクリエーションブック4 ,2003）
- コミュニケーションを豊かにするなぞなぞゲーム集（ひかりのくに 高齢者ふれあいレクリエーションブック6 ,2005）
- なぞなぞ漢字・ことわざドリル（ひかりのくに 介護予防・健康福祉ブック2 ,2005）
- 幸せになるなぞなぞ（たかいよしかず絵）（童心社 なぞなぞコレクション1 ,2006）
- 頭がよくなるなぞなぞ（久住卓也絵）（童心社 なぞなぞコレクション2 ,2006）
- なぞなぞ王子のびっくりワールド1500発!（成美堂出版 ,2008）
- だジャレ大問題（小峰書店 ,2009）